# ثاديوس هيرمان
ثاديوس هيرمان (بالألمانية: Thaddeus Herrmann)‏ هو صحفي الموسيقى وصحفي ألماني، ولد في 1972.

## وصلات خارجية
- ثاديوس هيرمان على موقع ميوزك برينز (الإنجليزية)
- ثاديوس هيرمان على موقع أول ميوزيك (الإنجليزية)
- ثاديوس هيرمان على موقع ديسكوغز (الإنجليزية)